# Пеньяранда, Энрике
Энрике Пеньяранда-дель-Кастильо (исп. Enrique Peñaranda del Castillo; 15 ноября 1892, асьенда Поробайя кантона Чучулайя, провинция Ларекаха, департамент Ла-Пас, Боливия — 22 декабря 1969 Мадрид, Испания) — боливийский государственный и военный деятель, президент Боливии (15 апреля 1940 — 20 декабря 1943 года).

## Биография
Э. Пеньяранда родился во влиятельной, политически ангажированной семье индейского происхождения, принадлежавшей к народу аймара; его отец был индейцем, мать — испано-индейской метиской. Двоюродный брат Энрике — Нестор Пеньяранда — был известным проповедником-методистом, работавшим среди индейцев в Ла-Пасе.
Будучи одним из крупнейших боливийских военных руководителей во время Чакской войны (1932—1935), в особенности в её второй половине, успехи, приписываемые ему боливийской пропагандой являются весьма спорными. В первую очередь это относится к его прорыву парагвайской блокады в битве при Кампо-Виа (тогдашним президентом Боливии Д. Саламанкой Уреем Э. Пеньяранда был представлен национальным героем, несмотря на тяжелейшие потери, понесённые боливийскими войсками). После отставки в декабре 1933 года с поста командующего вооружёнными силами Боливии немецкого генерала Ганса Кундта Э. Пеньяранда занял этот пост. На посту командующего армией Пеньяранда постоянно конфликтовал с президентом страны Д. Саламанкой Уреем. Попытка сместить Пеньяранду с поста в ноябре 1934 года завершилась военным мятежом, вследствие которого был свергнут с поста президента Боливии сам Саламанка Урей. Участвовавшие в мятеже вместе с Пеньярандой полковник Давид Торо и майор Херман Буш впоследствии оба стали президентами Боливии.
После окончания войны Э. Пеньяранда, совместно с молодыми боливийскими офицерами (в первую очередь Торо и Бушем), участвовал в 1936—1939 годах в так называемом «военно-социалистическом эксперименте». Пеньяранда сотрудничал с Республиканской партией. Будучи ещё командующим вооружёнными силами, он искал контакты и со старыми, традиционными боливийскими партиями. После самоубийства Буша в 1939 году Пеньяранда возглавил коалиционный альянс правых партий «Соглашение» (Concordancia). На выборах президента 1940 года «Соглашение» выдвинуло его своим кандидатом, и пользовавшийся известностью как герой войны Э. Пеньяранда был 10 марта избран президентом Боливии.
Правительство Э. Пеньяранды работало в крайне тяжёлых экономических и политических условиях. Президент не обладал большинством в законодательном собрании страны, и поэтому вынужден был создавать коалиции из парламентских фракций. Страну сотрясали стачки и забастовки, которые зачастую подавлялись силой. Особенно жестокой была расправа над горняками в Катави в 1942 году. 
Во внешней политике Э. Пеньяранда придерживался проамериканской ориентации, поддерживал страны антигитлеровской коалиции во время Второй мировой войны. В то же время, вследствие катастрофической экономической ситуации, в стране росло недовольство режимом, и в конце 1943 года Пеньяранда был смещён с поста президента группой левоориентированных молодых офицеров под руководством майора Гуальберто Вильярроэля.
После этого переворота Э. Пеньяранда ушёл из политики и покинул Боливию. Прожив в эмиграции долгие годы, он скончался в Мадриде.